# Station Garahan
Garahan is een spoorwegstation in de Indonesische provincie Oost-Java.

## Bestemmingen
- Sri Tanjung: naar Station Yogyakarta en Station Banyuwangi Baru
- Tawang Alun: naar Station Malang en Station Banyuwangi Baru
- Probowangi: naar Station Probolinggo en Station Banyuwangi Baru
- Pandanwangi: naar Station Jember en Station Banyuwangi Baru